# Brusturi (okręg Sălaj)
Brusturi – wieś w Rumunii, w okręgu Sălaj, w gminie Creaca. W 2011 roku liczyła 179 mieszkańców.